# Edward Kłosiński

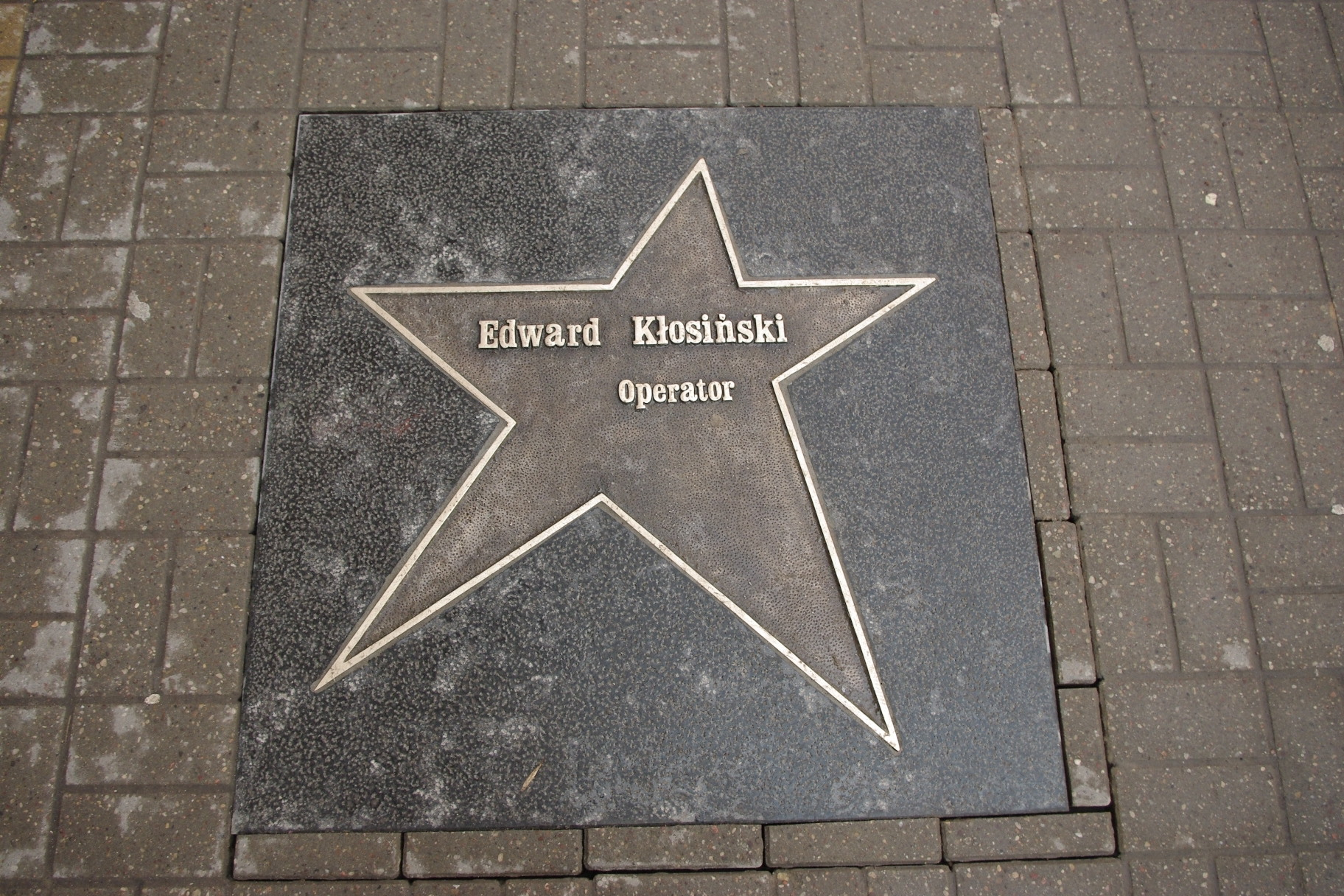
Gwiazda Edwarda Kłosińskiego w łódzkiej Alei Gwiazd

Edward Stefan Kłosiński (ur. 2 stycznia 1943 w Warszawie, zm. 5 stycznia 2008 w Milanówku) – polski operator filmowy.

## Życiorys
Absolwent Liceum Sztuk Plastycznych we Wrocławiu, następnie absolwent Wydziału Operatorskiego PWSTiF w Łodzi (1967). Jeden ze współtwórców nurtu kina moralnego niepokoju, ceniony także w Niemczech, gdzie realizował filmy od 1980. W latach 1989–1991 był członkiem Komitetu Kinematografii.
Karierę operatorską rozpoczął jako fotosista i asystent operatora. Później był operatorem filmów oświatowych, operatorem kamery i II operatorem filmów krótkometrażowych. Współpracował z wytwórniami „Czołówka” i „Se-ma-for”. Od 1968 przez rok pracował na swojej macierzystej uczelni jako asystent Kurta Webera.
Był autorem zdjęć do filmów fabularnych, m.in. filmów Andrzeja Wajdy (Człowiek z marmuru, Panny z Wilka, Człowiek z żelaza), Krzysztofa Zanussiego (Iluminacja, Barwy ochronne) czy Feliksa Falka (Wodzirej). Jest również autorem zdjęć do seriali telewizyjnych (m.in. Ziemia obiecana, Polskie drogi, Z biegiem lat, z biegiem dni..., Modrzejewska).
W ostatnich latach życia był reżyserem świateł do spektakli Andrzeja Wajdy, Magdy Umer, Andrzeja Domalika, Krystyny Jandy, a także spektakli Teatru Telewizji, m.in. do „Nocy Listopadowej” w reż. Andrzeja Wajdy.
Laureat filmowych festiwali polskich i zagranicznych, m.in. w Madrycie, Monte Carlo, Monachium, Panamie. Współzałożyciel Teatru „Polonia”, członek Zarządu Fundacji Krystyny Jandy Na Rzecz Kultury.
2 stycznia 2008 został odznaczony Krzyżem Oficerskim Orderu Odrodzenia Polski. Podczas ceremonii pogrzebowej został pośmiertnie odznaczony Złotym Medalem „Zasłużony Kulturze Gloria Artis”.

## Życie prywatne
Drugą żoną Kłosińskiego została aktorka Krystyna Janda, z którą mieszkał w podwarszawskim Milanówku. Miał córkę Magdalenę (z pierwszego małżeństwa) i dwóch synów: Adama i Jędrzeja. Był luteraninem.
Zmarł na raka płuc 5 stycznia 2008. 15 stycznia 2008 został pochowany na cmentarzu ewangelicko-augsburskim w Warszawie (aleja 43, grób 106).

## Upamiętnienie
16 marca 2009 Krystyna Janda odsłoniła gwiazdę Edwarda Kłosińskiego w Alei Gwiazd w Łodzi.
Edwardowi Kłosińskiemu został poświęcony film Andrzeja Wajdy pt. Tatarak.

## Filmografia
| - Na dobranoc (1970) - Dekameron 40 czyli cudowne przytrafienie pewnego nieboszczyka (1971) - Mateo falcone (1971) - Meta (1971) - Uciec jak najbliżej (1971) - Hipoteza (1972) - Iluminacja (1972) - Sobie król (1973) - Śledztwo (1973) - Żółw (1973) - Historia pewnej miłości (1974) - Sędziowie. Tragedya (1974) - Ziemia obiecana (1974) - Strach (1975) - Barwy ochronne (1976) - Człowiek z marmuru (1976) - Polskie drogi (1976) - Pokój z widokiem na morze (1977) - Wodzirej (1977) - Bez znieczulenia (1978) - Spirala (1978) - Zaległy urlop (1978) - Panny z Wilka (1979) - Szansa (1979) - Z biegiem lat, z biegiem dni... (1980) |  | - Człowiek z żelaza (1981) - Dziecinne pytania (1981) - Matka Królów (1982) - Ga, ga. Chwała bohaterom (1985) - Kronika wypadków miłosnych (1985) - Dekalog (1988) - Modrzejewska (1989) - Życie za życie. Maksymilian Kolbe (1990) - Europa (1991) - Kuchnia polska (1991) - Pestka (1995) - Tydzień z życia mężczyzny (1999) - Życie jako śmiertelna choroba przenoszona drogą płciową (2000) - Chopin. Pragnienie miłości (2002) - Geburtig (2002) - Superprodukcja (2002) - Suplement (2002) - Pogoda na jutro (2003) - Supertex (2003) - Vinci (2004) - Fale (2005) - Persona non grata (2005) - Solidarność, Solidarność... (2005) - Wszyscy jesteśmy Chrystusami (2006) |